# Lestes sternalis
Lestes sternalis är en trollsländeart som beskrevs av Navás 1930. Lestes sternalis ingår i släktet Lestes och familjen glansflicksländor. IUCN kategoriserar arten globalt som livskraftig. Inga underarter finns listade i Catalogue of Life.